# 1695

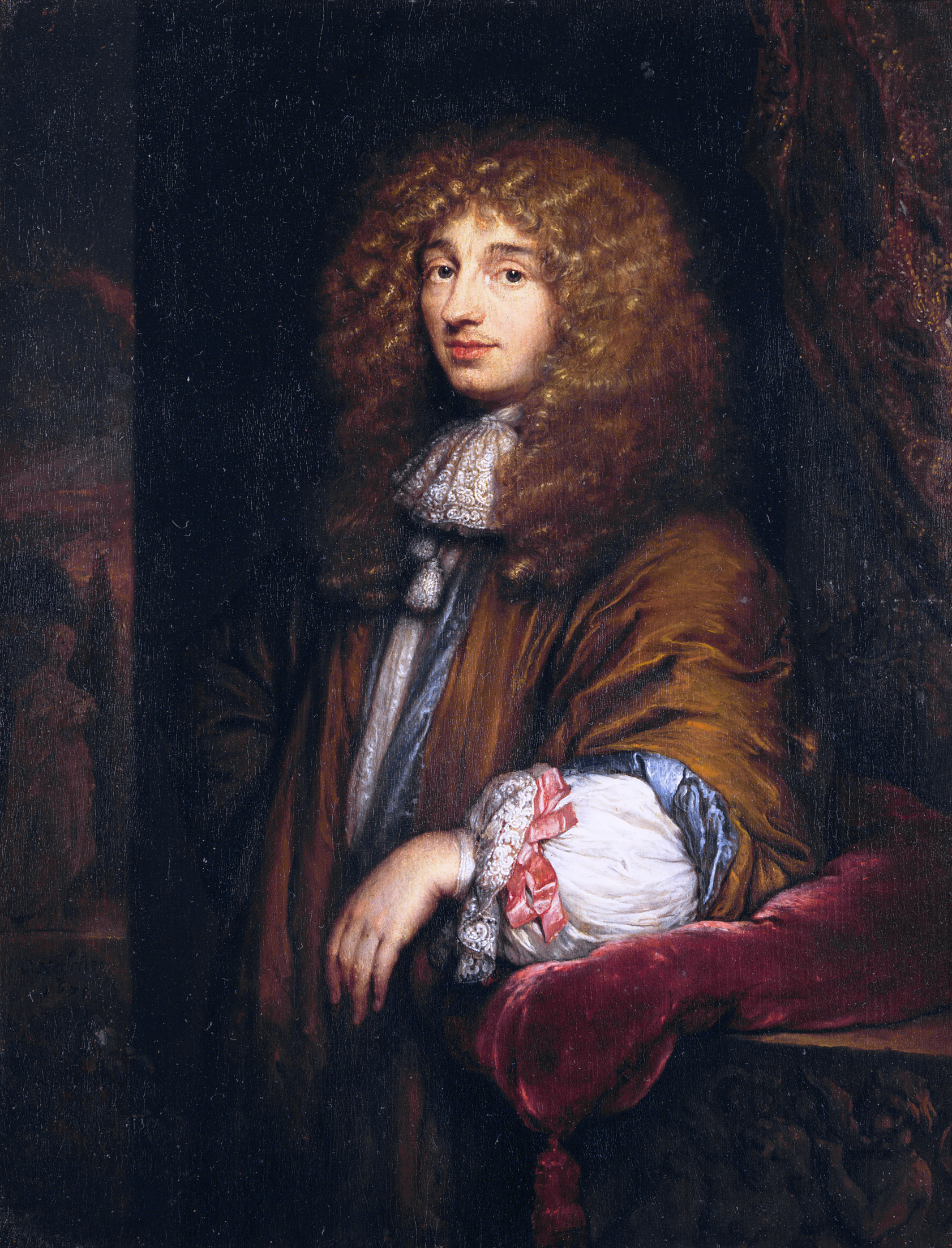
Christiaan Huygens (1629-1695), físico, matemático, astrónomo e horologista holandês.

- Wikisource

| Calendário gregoriano                                                        | 1695 MDCXCV                          |
| Ab urbe condita                                                              | 2448                                 |
| Calendário arménio                                                           | 1144 – 1145                          |
| Calendário bahá'í                                                            | -149 – -148                          |
| Calendário budista                                                           | 2239                                 |
| Calendário chinês                                                            | 4391 – 4392 Início a 13 de fevereiro |
| Calendário copta                                                             | 1411 – 1412                          |
| Calendário etíope                                                            | 1687 – 1688                          |
| Calendários hindus - Vikram Samvat - Calendário nacional indiano - Cáli Iuga | 1750 – 1751 1616 – 1617 4795 – 4796  |
| Calendário Holoceno                                                          | 11695                                |
| Calendário islâmico                                                          | 1107 – 1108                          |
| Calendário judaico                                                           | 5455 – 5456                          |
| Calendário persa                                                             | 1073 – 1074                          |
| Calendário rúnico                                                            | 1945                                 |
| Calendário solar tailandês                                                   | 2238                                 |

1695 (MDCXCV, na numeração romana)  foi um ano comum do século XVII do actual Calendário Gregoriano, da Era de Cristo, e a sua letra dominical foi B (52 semanas), teve início a um sábado e terminou também a um sábado.
| Ano completo                   |
| ------------------------------ |
| Ano comum com início ao sábado |

## Eventos
- 15 de novembro - É publicado em Portugal um decreto prevendo a pena de morte para quem divulgasse os processos de produção do sal[1] nas salinas de (Setúbal e Aveiro).

## Nascimentos
- 3 de Maio - Henri Pitot, engenheiro francês (m. 1771).
- ? - Nicolau II Bernoulli-matemático suíço(m. 1726).

## Mortes
- 8 de Julho - Christiaan Huygens, matemático e astrónomo neerlandês (n. 1629).
- 20 de Novembro - Zumbi dos Palmares (n. 1655?).
- 26 de Novembro - Gregório de Matos, advogado e poeta brasileiro (n. 1636).
- 21 de Novembro - Henry Purcell, compositor britânico (n. 1659).

## Por tema
- 1695 no Brasil
- 1695 na literatura